# Finkenberg (Bonn)
Der Finkenberg ist ein kleiner Berg im Bonner Ortsteil Limperich, der dem Ennert, dem nördlichsten Ausläufer des Siebengebirges, westlich vorgelagert ist. Ursprünglich bestand der Berg aus einem 119 Meter hohen Gipfel und drei kleineren Hügeln. Heute erreicht er nach längerer Nutzung als Steinbruch nur noch 97 m über NHN. Der Berg ist als 29 Hektar großes Landschaftsschutzgebiet eingetragen, ein Teil des Steinbruchs als Naturdenkmal. Auf ihm befinden sich die Reste der Burg Limperich und der „nördlichste Weinberg des Rheinlands“.

## Geschichte

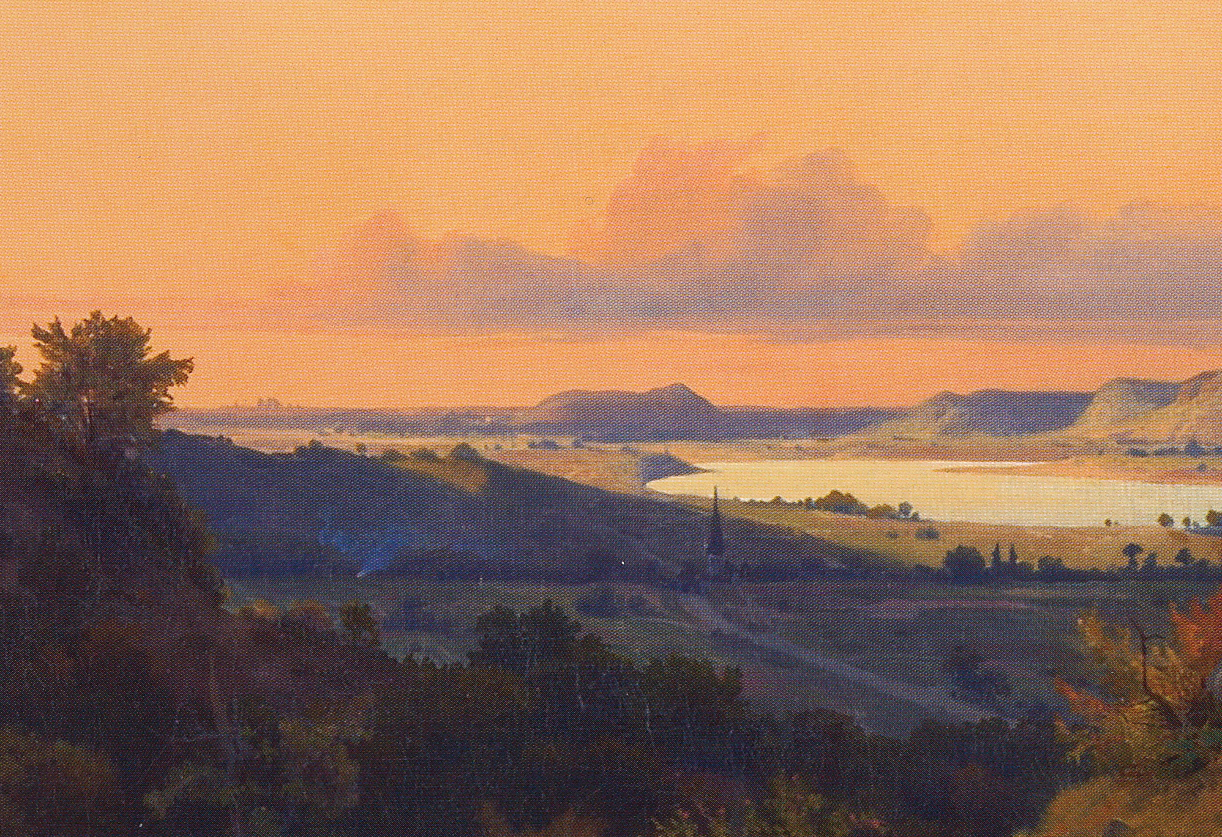
Der Finkenberg auf einem Gemälde von Andreas Achenbach von 1834 (Ausschnitt)

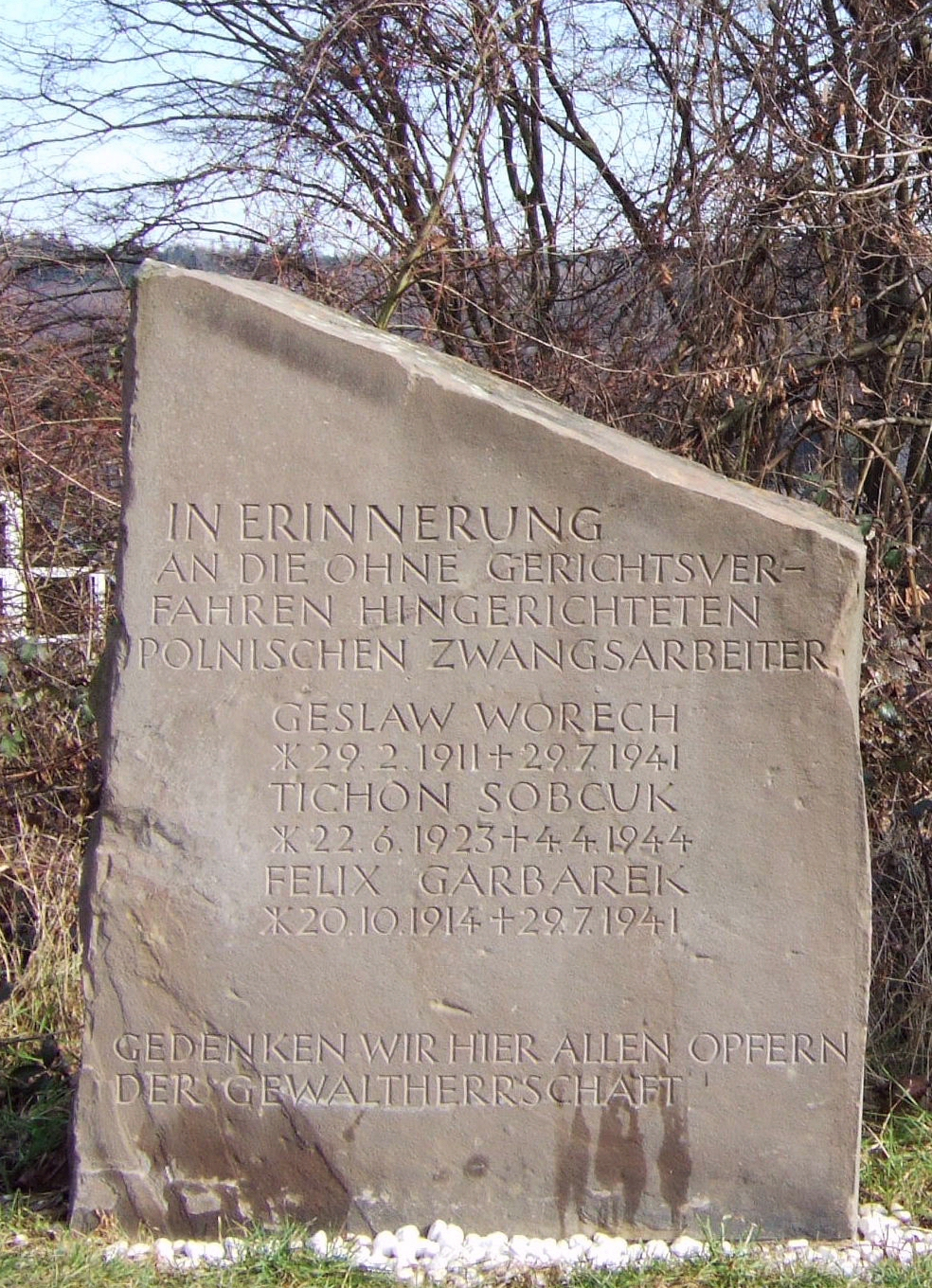
Gedenkstein für hingerichtete polnische Zwangsarbeiter

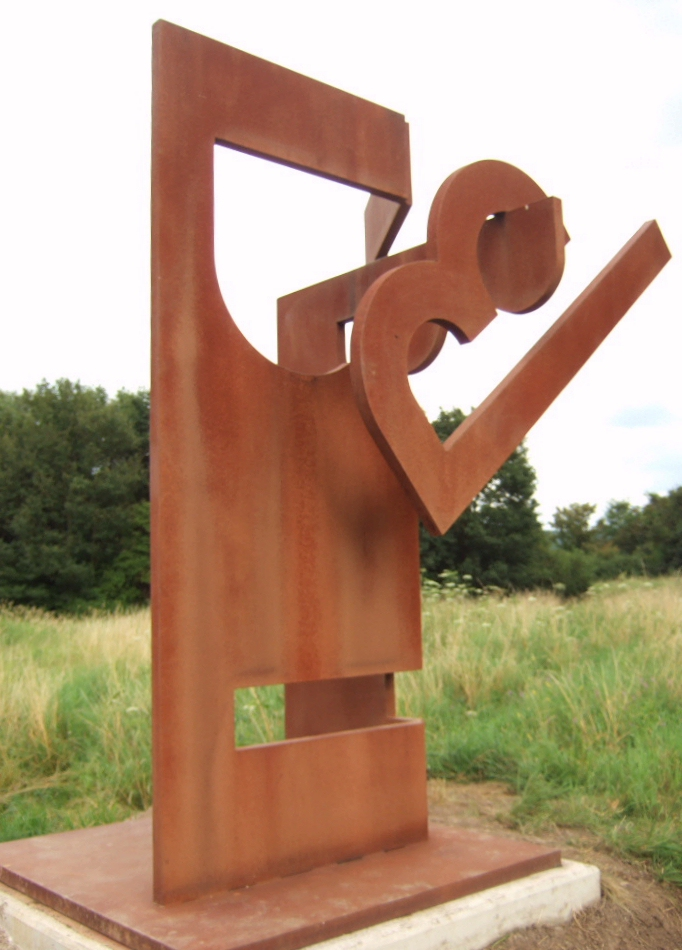
Reinhard Puch: Akkord I (2005)

Die erste bekannte Erwähnung des Berges stammt von 1166 als „Vinkenberge“, Weinbau im Gebiet wird schon 922 erwähnt. Die Burg Limperich stammt aus dem 13. Jahrhundert. 1811 soll Napoleon vom Finkenberg aus die strategische Lage Bonns beurteilt haben. Um etwa 1830 begann der Basaltabbau am Finkenberg. Eine Feldbahn brachte die Steine zum Verladen an den Rhein. Von 1847 bis 1977 diente der Finkenberg auch zur Landesvermessung; der trigonometrische Punkt musste dabei unter anderem wegen des Basaltabbaus mehrmals verschoben werden.
Sowohl im Ersten Weltkrieg als auch im Zweiten Weltkrieg wurden in den Steinbrüchen Zwangsarbeiter eingesetzt. An die russischen Gefangenen aus dem Ersten Weltkrieg erinnert der Name „Russenpohl“ für einen der beiden in Steinbruchgruben entstandenen Seen. Von den polnischen Zwangsarbeitern im Zweiten Weltkrieg wurden 1941 drei auf dem Finkenberg ermordet, hieran erinnert ein Gedenkstein.
1952 endete der Steinabbau. Die zurückgebliebenen Gruben wurden zuerst wild, von 1969 bis 1973 planmäßig als Müllkippe benutzt. Anfang der 1960er Jahre wurden ein Fußball- und ein Hundesportplatz auf dem Finkenberg angelegt. Im Anschluss an die Müllverfüllung wurden die betroffenen Flächen neu bepflanzt und der Berg mit Wegen als Naherholungsgebiet gestaltet. Ab 1992 wurde der seit den 50er Jahren nicht mehr genutzte Weinberg in Terrassenbauweise wiederhergestellt, seit 2004 wird er vom Limpericher Bürgerverein bestellt. 1999 wurde der Finkenberg in den „Landschaftsplan Ennert“ aufgenommen und Teile des Steinbruchs wieder freigelegt, um als Biotop für seltene Pflanzen und Reptilien zu dienen.

## Geologie
Der Finkenberg ist eine der ältesten Erhebungen des Siebengebirges, das Erstarren des Magmas zum Basalt wurde 1980 von Todt und Lippolt mit der Kalium-Argon-Methode auf 27,5 Millionen Jahre datiert. Das ursprüngliche Gestein, in den das Magma eindrang, ist Trachyt-Tuff, über beiden findet sich Tonboden. Der Berg besteht nach Schürmann (1912) und Frechen (1942) aus einer flach gewölbten Basaltkuppe im Süden und einem Lagergang im Nordwesten.
Laut der Geologischen Karte des Geologischen Dienstes NRW handelt es sich um einen Alkalibasalt.
Das Mineralogische Museum Bonn hat zahlreiche Mineralien vom Finkenberg in seiner Sammlung, unter anderem wurden hier kleine Mengen Saphir gefunden.